# Restio implicatus
Restio implicatus är en gräsväxtart som beskrevs av Esterh. Restio implicatus ingår i släktet Restio och familjen Restionaceae. Inga underarter finns listade i Catalogue of Life.